# We (ضمیر)
در انگلیسی مدرن، We ضمیر شخصی اول شخص جمع است.